# Coppa dei Campioni di calcio da tavolo 1996

## Primo turno

### Girone A
| Squadra                  | Punti | G | V | N | P | PV | PP | DP |
| ------------------------ | ----- | - | - | - | - | -- | -- | -- |
| 1. A.S. Hennuyer         | 9     | 3 | 3 | - | - | 10 | 2  | +8 |
| 2. Atlas T.F.            | 4     | 3 | 1 | 1 | 1 | 3  | 6  | -3 |
| 3. B.T.G. Wuppertal 1863 | 3     | 3 | 1 | - | 2 | 5  | 6  | -1 |
| 4. S.C. D.L.F. Gorizia   | 1     | 3 | - | 1 | 2 | 3  | 7  | -4 |

#### A.S. Hennuyer-S.C. D.L.F. Gorizia3-1
| David Ruelle   | Roberto Iacovich | 2-0 |
| Pascal Dieu    | Lorenzo Pinto    | 0-1 |
| Fabian Brau    | Karel Plessini   | 3-0 |
| Bruno Sartisse | Eric Benvenuto   | 5-1 |

#### B.T.G. Wuppertal 1863-Atlas T.F. 1-2
| Markus Lindner     | Nasos Fotopoulos         | 1-1 |
| Carsten Becker     | George Angelinas         | 1-2 |
| Rudi Knuf          | Kostas Kechris           | 0-1 |
| Wolfgang Schneider | Lazaros Papakonstantinou | 5-4 |

#### A.S. Hennuyer-Atlas T.F. 4-0
| Pascal Dieu    | Nasos Fotopoulos         | 3-0 |
| Fabian Brau    | George Angelinas         | 6-1 |
| David Ruelle   | Kostas Kechris           | 4-1 |
| Bruno Sartisse | Lazaros Papakonstantinou | 3-0 |

#### B.T.G. Wuppertal 1863-S.C. D.L.F. Gorizia3-1
| Robert Kulawik     | Roberto Iacovich | 0-3 |
| Wolfgang Schneider | Lorenzo Pinto    | 3-2 |
| Markus Lindner     | Damiano Marini   | 3-2 |
| Rudi Knuf          | Eric Benvenuto   | 2-1 |

#### A.S. Hennuyer-B.T.G. Wuppertal 1863 3-1
| Bruno Sartisse | Rudi Knuf / Robert Kulawik | 4-2 |
| Pascal Dieu    | Wolfgang Schneider         | 0-1 |
| David Ruelle   | Carsten Becker             | 5-3 |
| Fabian Brau    | Markus Lindner             | 4-1 |

#### S.C. D.L.F. Gorizia-Atlas T.F. 1-1
| Brian Benvenuto                 | Nasos Fotopoulos         | 1-1 |
| Lorenzo Pinto                   | George Angelinas         | 4-2 |
| Karel Plessini / Eric Benvenuto | Kostas Kechris           | 0-4 |
| Roberto Iacovich                | Lazaros Papakonstantinou | 1-1 |

### Girone B
| Squadra              | Punti | G | V | N | P | PV | PP | DP |
| -------------------- | ----- | - | - | - | - | -- | -- | -- |
| 1. S.C. Charleroi    | 9     | 3 | 3 | - | - | 8  | 1  | +7 |
| 2. S.M.V. Delft      | 4     | 3 | 1 | 1 | 1 | 3  | 5  | -2 |
| 3. T.S.C. Royal ‘78  | 2     | 3 | - | 2 | 1 | 3  | 5  | -2 |
| 4. Merseyside T.S.C. | 1     | 3 | - | 1 | 2 | 4  | 7  | -3 |

#### T.S.C. Royal ‘78-Merseyside T.S.C. 2-2
| Michael Hasieber | Phil Redman | 1-0 |
| Robert Lenz      | Mark Lewis  | 0-1 |
| Gerhard Ecker    | Brian Daley | 3-0 |
| Thomas Wittmann  | Len Parson  | 5-1 |

#### S.C. Charleroi-S.M.V. Delft 3-0
| Alain Hanotiaux    | Richard Stolwijk | 3-1 |
| Antonio Mettivieri | Nico Marks       | 7-1 |
| Gil Delogne        | Ron Corsten      | 5-1 |
| Joël Hanotiaux     | Eelco Ottersberg | 2-0 |

#### T.S.C. Royal ‘78-S.M.V. Delft 1-1
| Michael Hasieber | Ron Corsten      | 1-1 |
| Robert Lenz      | Nico Marks       | 3-0 |
| Gerhard Ecker    | Eelco Ottersberg | 1-1 |
| Thomas Wittmann  | Richard Stolwijk | 1-2 |

#### S.C. Charleroi-Merseyside T.S.C. 3-1
| Gil Delogne        | Phil Redman | 2-0 |
| Joël Hanotiaux     | Mark Lewis  | 4-1 |
| Alain Hanotiaux    | Brian Daley | 0-1 |
| Antonio Mettivieri | Len Parson  | 5-0 |

#### T.S.C. Royal ‘78-S.C. Charleroi 0-2
| Michael Hasieber | Fabrice Mazzaglia  | 3-3 |
| Robert Lenz      | Antonio Mettivieri | 1-2 |
| Gerhard Ecker    | Gil Delogne        | 0-4 |
| Thomas Wittmann  | Alain Hanotiaux    | 4-4 |

#### Merseyside T.S.C.-S.M.V. Delft 1-2
| Len Parson  | Ron Corsten      | 2-5 |
| Mark Lewis  | Nico Marks       | 1-2 |
| Brian Daley | Eelco Ottersberg | 2-2 |
| Phil Redman | Richard Stolwijk | 4-1 |

### Girone C
| Squadra               | Punti | G | V | N | P | PV | PP | DP  |
| --------------------- | ----- | - | - | - | - | -- | -- | --- |
| 1. G.D. Dias Ferreira | 9     | 3 | 3 | - | - | 10 | 0  | +10 |
| 2. Falcons Athens     | 4     | 3 | 1 | 1 | 1 | 4  | 6  | -2  |
| 3. Rotterdam S.M.V.   | 4     | 3 | 1 | 1 | 1 | 4  | 6  | -2  |
| 4. T.V.B. Mödling     | 0     | 3 | - | - | 3 | 2  | 8  | -6  |

#### G.D. Dias Ferreira-Rotterdam S.M.V. 3-0
| Paulo Sobral    | Patrick De Jong  | 4-1 |
| Filipe Maia     | Johan Rijnders   | 7-0 |
| Vasco Guimarães | Fabrizio Cavazza | 4-2 |
| Luís Machado    | René Bolte       | 1-1 |

#### Falcons Athens-T.V.B. Mödling 2-1
| Sotiris Korologos    | Helmut Pichler  | 2-1 |
| Panos Konstantakos   | Manfred Pawlica | 2-2 |
| Lazaros Papamichail  | S. Linhart      | 0-1 |
| Kostas Triantafillou | David Busch     | 6-0 |

#### G.D. Dias Ferreira-T.V.B. Mödling 4-0
| Paulo Sobral    | Helmut Pichler  | 6-2 |
| Filipe Maia     | David Busch     | 7-0 |
| Vasco Guimarães | S. Linhart      | 9-2 |
| Luís Machado    | Manfred Pawlica | 2-1 |

#### Falcons Athens-Rotterdam S.M.V. 2-2
| Lazaros Papamichail  | Patrick De Jong  | 0-3 |
| Sotiris Korologos    | Johan Rijnders   | 3-1 |
| Kostas Triantafillou | Fabrizio Cavazza | 3-2 |
| Panos Konstantakos   | René Bolte       | 1-3 |

#### G.D. Dias Ferreira-Falcons Athens 3-0
| Paulo Sobral    | Panos Konstantakos   | 5-0 |
| Filipe Maia     | Kostas Triantafillou | 3-1 |
| Vasco Guimarães | Lazaros Papamichail  | 2-0 |
| Luís Machado    | Sotiris Korologos    | 2-2 |

#### Rotterdam S.M.V.-T.V.B. Mödling 4-0
| Patrick De Jong  | Helmut Pichler  | 3-2 |
| Fabrizio Cavazza | David Busch     | 0-1 |
| Johan Rijnders   | S. Linhart      | 4-4 |
| René Bolte       | Manfred Pawlica | 4-1 |

### Girone D
| Squadra                    | Punti | G | V | N | P | PV | PP | DP  |
| -------------------------- | ----- | - | - | - | - | -- | -- | --- |
| 1. FTC Issy-les-Moulineaux | 12    | 4 | 4 | - | - | 10 | 3  | +7  |
| 2. Goldfinger Cornesse     | 9     | 4 | 3 | - | 1 | 10 | 4  | +6  |
| 3. S.C. Sobernheim ‘70     | 6     | 4 | 2 | - | 1 | 9  | 6  | +3  |
| 4. U.S.C. Utrecht          | 3     | 4 | 1 | - | 3 | 6  | 8  | -2  |
| 5. Lichfield T.F.C.        | 0     | 4 | - | - | 3 | 1  | 15 | -14 |

#### Goldfinger Cornesse-FTC Issy-les-Moulineaux 1-2
| Bruno Goset       | Flavien Bousch | 2-3 |
| Steve Grégoire    | Henri Cornu    | 2-2 |
| Raymond Demarco   | Frédéric Dross | 0-3 |
| Dominique Demarco | Axel Donval    | 3-2 |

#### S.C. Sobernheim ‘70-U.S.C. Utrecht 4-0
| Rainer Scheurer | Henk Drijfhout | 1-0 |
| Frank Scherer   | Robbert Thoen  | 2-2 |
| Andreas Eckes   | Henk Landzaat  | 0-3 |
| Thomas Vulpes   | Marco Leeman   | 3-2 |

#### S.C. Sobernheim ‘70-Lichfield T.F.C. 3-1
| Rainer Scheurer | Tom Taylor      | 0-1 |
| Frank Scherer   | Paul Sutton     | 3-0 |
| Andreas Eckes   | Chris Homewood  | 2-1 |
| Thomas Vulpes   | Richard Grimley | 4-2 |

#### Goldfinger Cornesse-U.S.C. Utrecht 2-1
| Bruno Goset       | Philip Van Kommer | 1-1 |
| Steve Grégoire    | Robbert Thoen     | 3-0 |
| Raymond Demarco   | Henk Landzaat     | 0-2 |
| Dominique Demarco | Henk Drijfhout    | 5-0 |

#### Lichfield T.F.C.-FTC Issy-les-Moulineaux 0-4
| Chris Homewood  | Flavien Bousch | 2-3 |
| Richard Grimley | Thierry Vivron | 1-6 |
| Tom Taylor      | Frédéric Dross | 0-5 |
| Algy Taylor     | Axel Donval    | 0-8 |

#### S.C. Sobernheim ‘70-Goldfinger Cornesse 1-3
| Rainer Scheurer | Dominique Demarco | 1-6 |
| Frank Scherer   | Bruno Goset       | 1-3 |
| Andreas Eckes   | Raymond Demarco   | 1-0 |
| Thomas Vulpes   | Steve Grégoire    | 2-4 |

#### Lichfield T.F.C.-U.S.C. Utrecht 0-4
| Algy Taylor                      | Philip Van Kommer | 0-17 |
| Paul Sutton                      | Marco Leeman      | 1-2  |
| Richard Grimley / Chris Homewood | Henk Landzaat     | 2-4  |
| Tom Taylor                       | Henk Drijfhout    | 0-2  |

#### S.C. Sobernheim ‘70-FTC Issy-les-Moulineaux 1-2
| Rainer Scheurer | Henri Cornu    | 2-4 |
| Andreas Eckes   | Thierry Vivron | 2-1 |
| Frank Scherer   | Frédéric Dross | 4-4 |
| Thomas Vulpes   | Axel Donval    | 1-7 |

#### Goldfinger Cornesse-Lichfield T.F.C. 4-0
| Bruno Goset       | Chris Homewood  | 3-1 |
| Steve Grégoire    | Tom Taylor      | 4-1 |
| Raymond Demarco   | Paul Sutton     | 4-1 |
| Dominique Demarco | Richard Grimley | 6-3 |

#### U.S.C. Utrecht-FTC Issy-les-Moulineaux 1-2
| Robbert Thoen     | Henri Cornu                  | 1-1 |
| Philip Van Kommer | Flavien Bousch               | 0-2 |
| Marco Leeman      | Frédéric Dross               | 0-1 |
| Henk Landzaat     | Axel Donval / Thierry Vivron | 4-3 |

## Quarti di finale

### A.S. Hennuyer-Falcons Athens 2-0
| David Ruelle   | P. Konstantakos      | 3-1 |
| Pascal Dieu    | Kostas Triantafillou | 1-1 |
| Fabian Brau    | S. Korologos         | 1-1 |
| Bruno Sartisse | L. Papamichail       | 2-1 |

### S.M.V. Delft-FTC Issy-les-Moulineaux 0-2
| Richard Stolwijk | Flavien Bousch                  | 1-2 |
| Ron Corsten      | Axel Donval                     | 3-4 |
| Eelco Ottersberg | Henri Cornu                     | 0-0 |
| Nico Marks       | Frédéric Dross / Thierry Vivron | 1-1 |

### G.D. Dias Ferreira-Atlas T.F. 2-1
| Vasco Guimarães | Nasos Fotopoulos         | 3-1 |
| Paulo Sobral    | George Angelinas         | 4-1 |
| Filipe Maia     | Kostas Kechris           | 1-1 |
| Luís Machado    | Lazaros Papakonstantinou | 1-2 |

### S.C. Charleroi-Goldfinger Cornesse 3-0
| Alain Hanotiaux    | Raymond Demarco   | 3-0 |
| Antonio Mettivieri | Steve Gregoire    | 3-0 |
| Gil Delogne        | Dominique Demarco | 2-2 |
| Joël Hanotiaux     | Bruno Goset       | 2-0 |

## Semifinali

### A.S. Hennuyer-FTC Issy-les-Moulineaux 3-0
| David Ruelle   | Thierry Vivron | 2-1 |
| Pascal Dieu    | Flavien Bousch | 2-1 |
| Fabian Brau    | Axel Donval    | 3-0 |
| Bruno Sartisse | Frédéric Dross | 1-1 |

### S.C. Charleroi-G.D. Dias Ferreira 1-3
| Alain Hanotiaux    | Vasco Guimarães | 4-5 |
| Antonio Mettivieri | Paulo Sobral    | 1-3 |
| Gil Delogne        | Luís Machado    | 2-0 |
| Joël Hanotiaux     | Filipe Maia     | 1-5 |

## Finale

### A.S. Hennuyer-G.D. Dias Ferreira 2-1
| David Ruelle   | Luís Machado    | 2-0 |
| Pascal Dieu    | Filipe Maia     | 1-0 |
| Fabian Brau    | Paulo Sobral    | 0-1 |
| Bruno Sartisse | Vasco Guimarães | 0-0 |